# Huskey
HUSKEYは、SARUKANIのメンバーであるrusyとKoheyの2人で構成されているヒューマンビートボックスのタッグチーム。

## 来歴
Grand beatbox battle2021のwildcardのORANGEPINKで、日本人がwildcard一位通過を果たしたことで急激に注目度が高まった。大会の予選では、全身タイツ姿でのパフォーマンスが話題になった。後にソロ部門、クルー部門にも出場したkoheyはタッグが一番緊張したそう。本人たちもまさか一位通過するとは思っていなかったと語っている。
その後はHuskeyのデフォルトが全身タイツに固定されている。北海道出身でアジア大会を制し、Grand beatbox battle2021大会のタッグ部門で3位の成績を納めたRofuと共に製作した楽曲『Genkai beatbox boys』でもミュージック・ビデオの中で、全身タイツ姿でパフォーマンスをしている。
メンバーのKohey は主に基礎音、本人はホロークロップなど、跳び技系を使うことが多いと話している。
RUSY は、ラップや重低音を使い、レーザービームなどのオリジナル技も入れ混ぜたビートを得意としている。
2023年に行われる新たな世界大会に向けてSARUKANIのメンバー間でガチャガチャでタッグチームを決めるという企画行ったところ、なんとSO-SOとKAJI、Kohey とRUSY に綺麗に分かれてwildcardを出すことになった。grand beatbox battle 2023は東京で行われることから日本勢には注目が集まっている。そしてTagteam部門のワイルドカードを見事4位で通過し、二大会連続でのGBB出場が決定した。
2023年に10月行われたgrand beatbox battle2023では予選敗退。